# 가쪽무릎핵
가쪽무릎핵(lateral geniculate nucleus, LGN) 또는 가쪽무릎체 또는 외측슬상체핵 또는 외측슬상체는 변연계내 시상의 외측 슬상체 속에 모여 있는 신경 세포체의 집단이다. 시상의 후방부에 무릎 모양으로 튀어나온 두 신경핵 중 바깥측에 위치하여 이와 같은 이름이 붙었다. 망막에서 출발한 시신경이 도달하는 장소 중 하나로, 시각 정보를 대뇌 피질에 전달하기 전에 거치는 장소이다.

## 구성
외측슬상핵은 M-세포층(Magnocellular cells), P-세포층(Parvocellular cells), 그리고 K-세포층(Konioceullar cell)으로 구성되어 있다.
| 종류                                  | 크기*     | 망막신경절세포 | 중개하는 정보                | 위치                    | 반응 | 숫자 |
| 큰세포성 세포 (Magnocellular cells)   | 큼        | 파라솔 세포    | 움직임, 깊이, 밝기에 민감함. | 1, 2층                  | 빠름 | ?    |
| 작은세포성 세포 (Parvocellular cells) | 작음      | 난쟁이 세포    | 색과 형태 (세부적인 특징)    | 3~6층                   | 느림 | ?    |
| 먼지세포성 세포 (Koniocellular cells) | 극히 작음 | 이중층 세포    |                              | 각각의 M층과 P층의 사이 |      |      |

외측슬상핵 내부의 세포층 구성.

*크기는 세포체와 수지상 나무의 크기를 의미하지만 수용 영역의 크기도 마찬가지이다.
가쪽무릎핵의 M세포층, P세포층, K세포층의 이름은 모두 이들에게 신호를 전달해주는 망막 신경절 세포의 이름에 따라 이름붙여졌다.:269 이들 중 K세포층의 경우 기능이 아직 완전히 알려져있지 않다.

## PGO
수면시 관촬되는 뇌파중 하나로 PGO파는 REM수면 및 꿈과 밀접한 관계를 갖는것으로 알려져있다. 이 때 PGO는 다리뇌(pons), (외측)슬상핵(geniculate) 그리고 후두엽피질(occipital)을 가리킨다.

## 추가 이미지

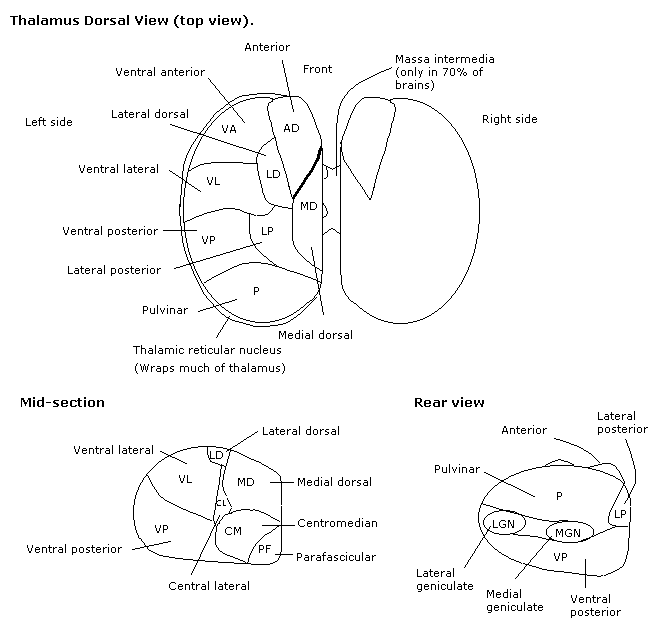
Thalamus
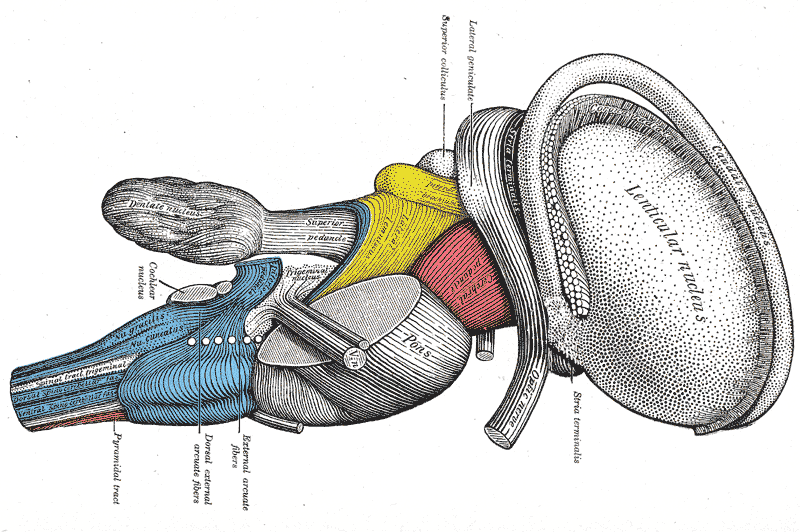
Dissection of brain-stem. Lateral view.
Scheme showing central connections of the optic nerves and optic tracts.
Thalamic nuclei
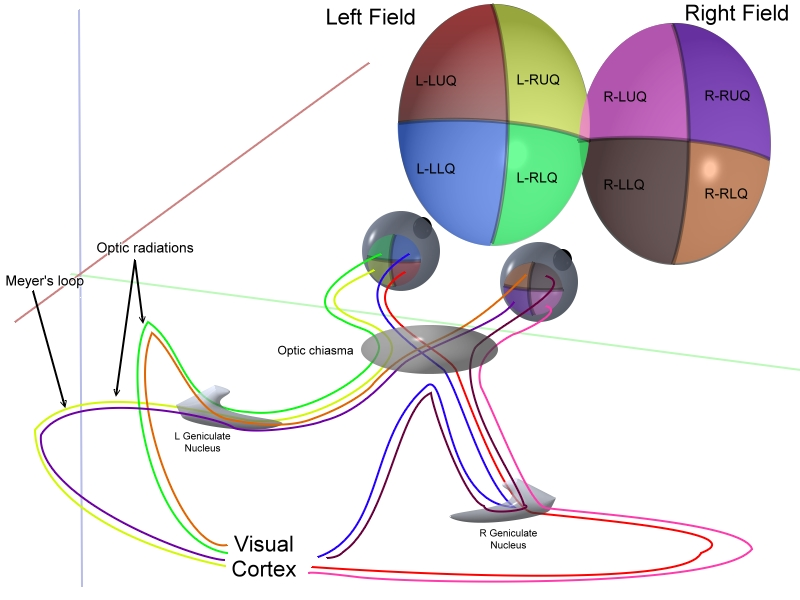
3D schematic representation of optic tracts
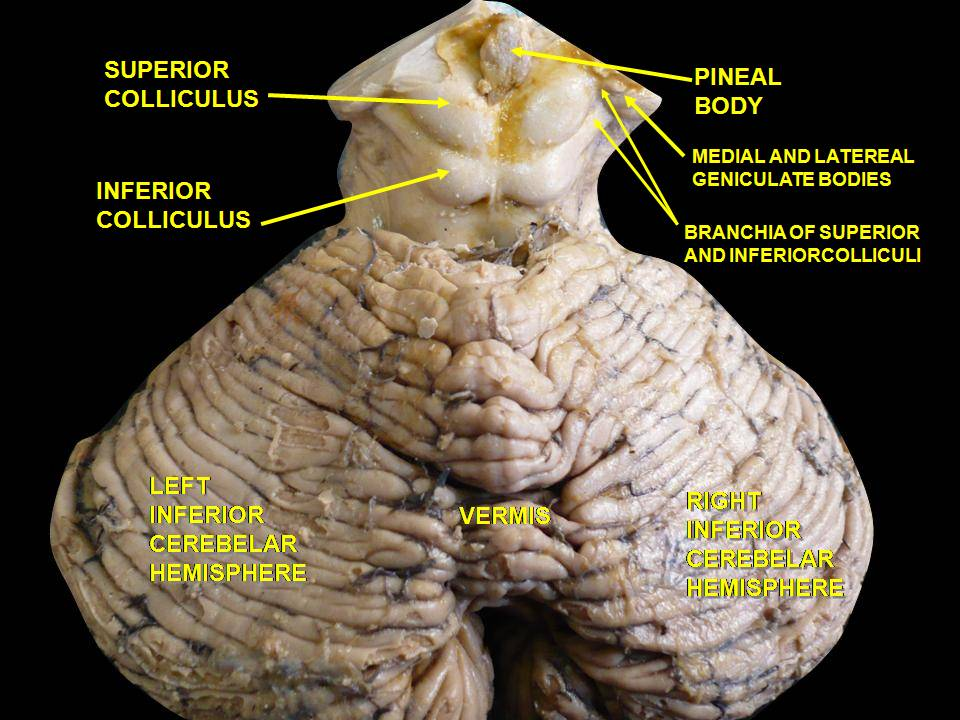
Brainstem. Posterior view.

## 같이 보기
- 안쪽무릎핵
- 위둔덕 (superior colliculus, 상구)
- 아래둔덕 (inferior colliculus, 하구)
- 올리브체 (Olivary body)
- 위올리브복합체 (superior olivary complex, 상올리브복합체, superior olivary nucleus, 위올리브핵, 상올리브핵)
- 아래올리브핵 (inferior olivary nucleus, 하올리브핵)
- 유두체
- 해마
- 난쟁이 세포 (midget cell, P 세포)
- 양산 세포 (parasol cell, M 세포)
- 작은세포 세포 (소세포성 세포, parvocellular cell, P-세포)
- 큰세포 세포 (대세포성 세포, magnocellular cell, M-세포)
- 먼지세포성 세포(koniocellular cell, K-세포)
- 이중층 세포(bistratified cell)
- 두 흐름 가설

## 참조
- (우리말샘) 외측슬상핵, 내측슬상핵, 슬상핵, 렘(REM)수면 등